# نویهاوس آم رن‌وگ
شهر نویهاوس آم رن‌وگ (به آلمانی: Neuhaus am Rennweg) در ایالت تورینگن در کشور آلمان واقع شده‌است.